# Estación de Pedrelo-Céltigos
Pedrelo-Céltigos es un apeadero ferroviario situado en el municipio español de Sarria en la provincia de Lugo, en la comunidad autónoma de Galicia. Dispone de servicios de Media Distancia operados por Renfe.

## Situación ferroviaria
La estación se encuentra en el punto kilométrico 402,780 de la línea 800 León-La Coruña de ancho ibérico, entre las estaciones de Puebla de San Julián y de Sarria. El tramo es de vía única y está sin electrificar.

## Historia
Aunque se encuentra en el tramo Sarria-Lugo de la línea que pretendía unir Palencia con La Coruña abierto el tráfico el 2 de agosto de 1878 por el Estado, no se dispuso de ninguna estación en esta zona. Su construcción es muy posterior y va unida a una zona industrial dedicada al embotellamiento de agua mineral propiedad de la empresa Fontecelta. 

## La estación
Las instalaciones se limitan a un pequeño refugio dotado de zonas de asiento. Por el apeadero solo cruza la vía principal a la que se accede gracias a un andén lateral.

## Servicios ferroviarios

### Media Distancia
En la estación se detienen los trenes de Media Distancia que unen La Coruña o Lugo con Monforte de Lemos u Orense, con una frecuencia de dos trenes por sentido.
| Línea MD | Servicio | Origen/Destino | Paradas intermedias | Destino/Origen    |
| -------- | -------- | -------------- | --- | ----------------- |
| 4        | MD       | La Coruña      | Elviña-Universidad · El Burgo-Santiago · Cambre · Cecebre · Betanzos-Infesta · Oza de los Ríos · Cesuras · Pinoy · Curtis · Teijeiro · Guitiriz · Parga · Baamonde · Rábade · Lugo · Pedrelo-Céltigos · Sarria · Monforte de Lemos | Orense            |
| 4        | MD       | La Coruña      | Elviña-Universidad · El Burgo-Santiago · Cambre · Cecebre · Betanzos-Infesta · Oza de los Ríos · Cesuras · Pinoy · Curtis · Teijeiro · Guitiriz · Parga · Baamonde · Rábade · Lugo · Pedrelo-Céltigos · Sarria                     | Monforte de Lemos |